# Dolichoderus nanus
Dolichoderus nanus es una especie extinta de hormiga del género Dolichoderus, subfamilia Dolichoderinae. Fue descrita científicamente por Dlussky en 2002.
Habitó en Polonia y Rusia. Fue hallado en la región Báltica.